# Hugues de Sully
Hugues de Sully est un général français au service de Charles Ier d'Anjou, roi de Sicile. Il est surnommé « le Rousseau » en raison de sa chevelure de couleur rousse.
Chevalier bourguignon au tempérament ardent et hautain, selon les chroniqueurs, Hugues est nommé en tant que vicaire général du royaume d'Albanie, créé par Charles, en août 1279, et mène les forces siciliennes lors de leur tentative infructueuse de prendre la ville de Berat à l'Empire byzantin, au cours de la période entre 1280 et 1281. Sully est fait prisonnier lors d'une embuscade, après quoi son armée se disperse et subit de nombreuses pertes face aux Byzantins qui se lancent à sa poursuite. Par la suite, il est emmené à Constantinople où il est promené dans les rues avec les autres captifs. Finalement, après plusieurs années de captivité byzantine, Sully est libéré et rentre en Italie.